# Jean-Baptiste Guillaume Busson
Pour les articles homonymes, voir Busson.
Jean-Baptiste Guillaume Busson est un homme politique français, né le 10 décembre 1765 à Châteaudun où il est mort le 20 septembre 1835.

## Biographie
Avocat, puis avoué au tribunal civil de Châteaudun où il demeure 2 rue du Guichet (1814), il est procureur de la commune en 1792, puis procureur-syndic du district, il est juge suppléant et administrateur du département. 
Il est député d'Eure-et-Loir pendant les Cent-Jours, puis de 1819 à 1823 et de 1827 à 1830, étant réélu aux élections législatives de juillet 1830, quelques jours avant les Trois Glorieuses, en battant Louis-René du Temple de Chevrigny, le candidat ministériel, recueillant 359 voix, contre 137 à son adversaire.
Il siège dans l'opposition de gauche sous la Restauration et appuie la Monarchie de Juillet.
Nommé sous-préfet de Châteaudun en 1830, il démissionne de son poste de député d'Eure-et-Loir. Le jurisconsulte François-André Isambert lui succède, battant le maire de Chartres, Adelphe Chasles lors d'une élection législative partielle.